# ハインリヒ14世 (バイエルン公)
ハインリヒ14世（Heinrich XIV., 1305年9月29日 - 1339年9月1日）は、下バイエルン公。下バイエルン公シュテファン1世の長男。オットー4世の兄。

## 生涯
弟のオットー4世、従兄のハインリヒ15世と共に上バイエルン公ルートヴィヒ4世に庇護されていた。しかし、ボヘミア王ヨハンと同盟を結んだ為にルートヴィヒ4世との関係が悪化、ハインリヒ15世とも対立した。1337年の冬にハインリヒ14世はプロイセンにおけるドイツ騎士団の十字軍のため大規模な従者とともにヨハンに従った。後にルートヴィヒ4世と和解、ハインリヒ15世とオットー4世に先立たれた事もあり下バイエルンは統合された。1339年、ランツフートで死去した。

## 結婚と子女
1328年8月12日にボヘミア王ヨハンとポーランド王ヴァーツラフ2世の娘エリシュカの娘マルガレーテと結婚し、2男をもうけた。
- ヨハン1世（1329年 - 1340年）[2] - 下バイエルン公
- ハインリヒ（1330年） - 生まれた年に死去